# Pedro María Morantes
Pedro María Morantes (La Sabana, Venezuela, 24 de octubre de 1865 - París, Francia, 4 de febrero de 1918) fue un abogado y escritor que denunció los actos de corrupción y criticó los actos de varios gobiernos en Venezuela.

## Vida
Fue huérfano desde temprana edad. Empieza sus primeros estudios en San Cristóbal y cursa su bachillerato en Mérida. Al graduarse, estudia la carrera de derecho en la Universidad de Los Andes por tres años. En 1887, se traslada a Caracas donde culmina sus estudios y se gradúa como abogado en 1890. De regreso en San Cristóbal se dedica, sin mucho éxito, al ejercicio de la abogacía y de la docencia. Se dedica escribir artículos y poesía en El Tribuno de Mérida y en El Eco de Occidente. En 1903, Morantes regresa a Caracas donde ocupa un trabajo en la cancillería y es nombrado como juez de primera instancia en lo civil del Distrito Federal.
En 1908, viaja a Europa. En el barco Guadaloupe que lo transportaba viajaba también el presidente Cipriano Castro, esta y muchas otras experiencias personales se verán reflejadas en el libro que iba escribiendo y que se publicaría post mortem en 1965, su Diario íntimo. Durante su paso por España y Francia, logra imprimir y publicar, bajo el pseudónimo de Pío Gil, unas denuncias por corrupción al gobierno venezolano del General Juan Vicente Gomez, al poco tiempo después es nombrado como cónsul de Ámsterdam, pero al ser descubierto como autor de las denuncias es destituido.

## Últimos años
Morantes publica y logra introducir en Venezuela, de forma clandestina, su novela El Cabito cuyo personaje principal es Cipriano Castro. A partir de entonces publicaría numerosos escritos de tilde político contra la política del gobierno venezolano, todo esto le impide regresar al país durante todo el transcurso de su vida. Muere exiliado en París, Francia el 4 de febrero de 1918. En 1939, la cámara del senado aprobó la repatriación de sus restos así como la publicación de varias de sus obras que no se habían podido publicar.